# Tóth Dávid (szobrász)
Tóth Dávid (Budapest, 1974. március 26. –) szobrász.

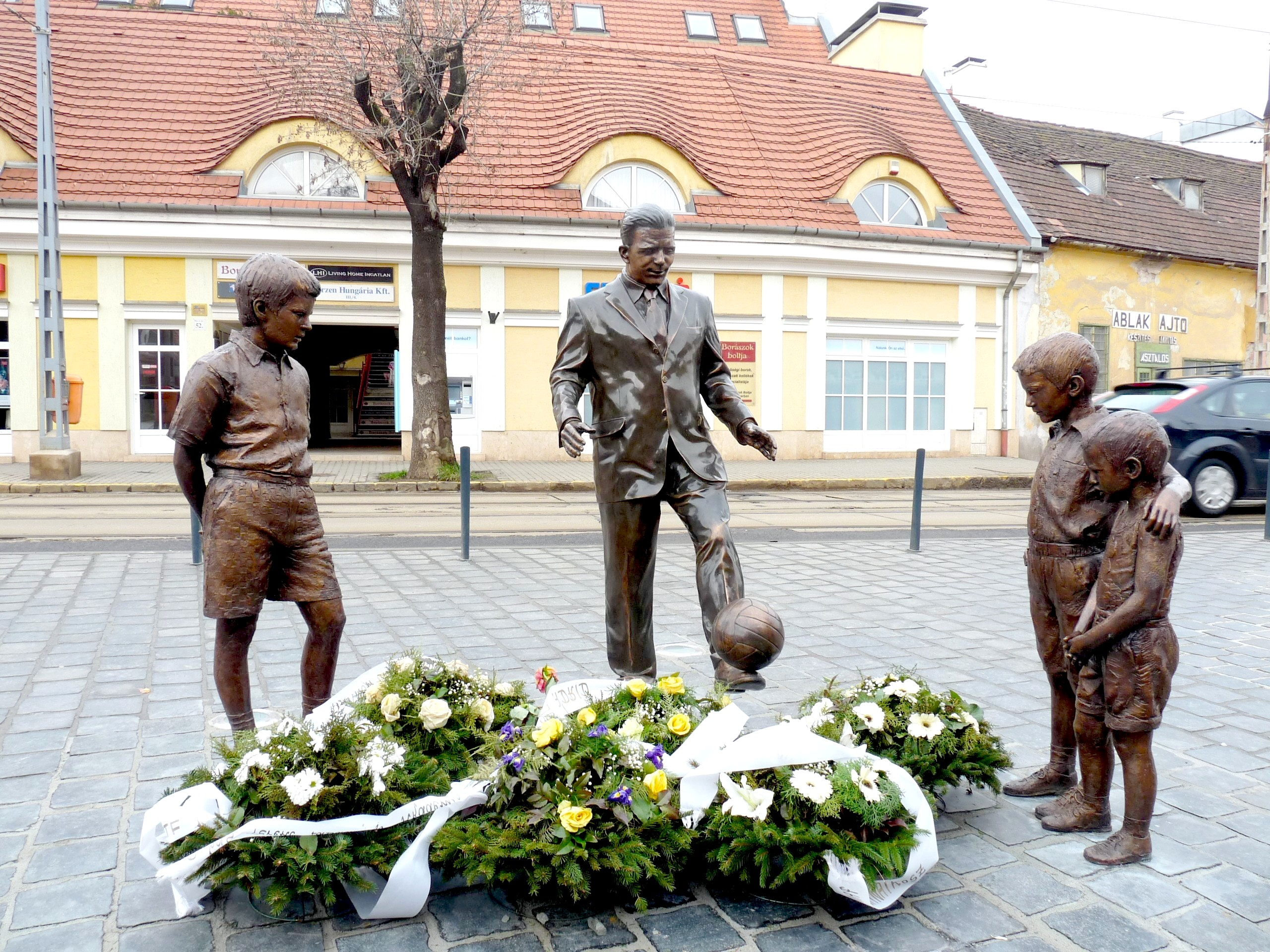
Puskás Ferenc szobra Óbudán

## Pályája
Édesapja Tóth Béla Munkácsy Mihály-díjas szobrászművész. 1988 és 1992 között a Budapesti Képző- és Iparművészeti Szakközépiskola szobrász szakán tanult. Mesterei voltak Czinder Antal, Meszlényi János és Kubisch János. 1992 és 1997 között a Magyar Képzőművészeti Főiskola hallgatója volt, ahol Somogyi József, Bencsik István és Karmó Zoltán tanították. Korai munkái az állatvilág figuráit ábrázolták.

## Díjak, elismerések
- 1992: Kerényi Jenő tanulmányi-díj

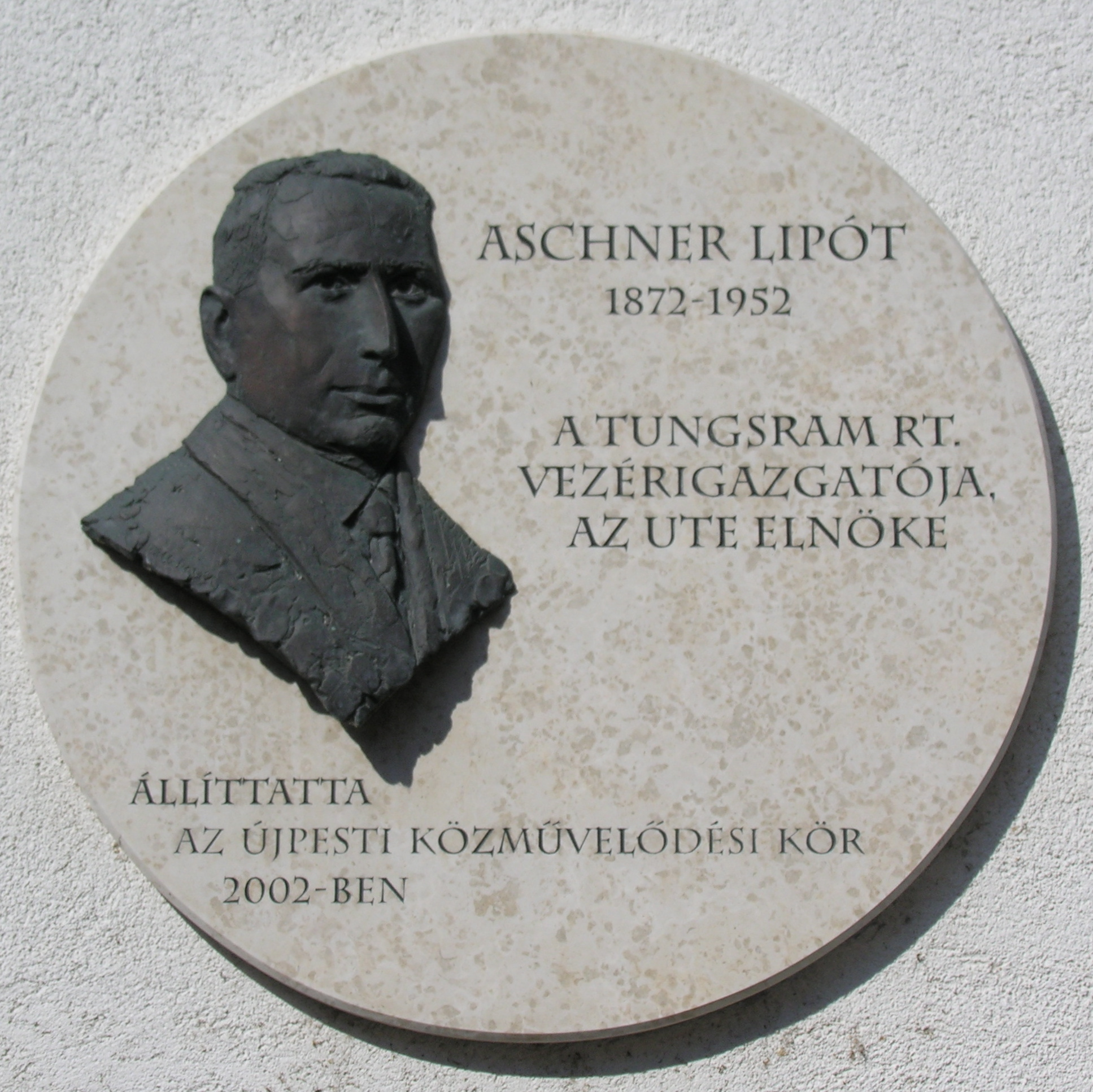
Aschner Lipót emléktáblája a Szusza Ferenc Stadionban (Budapest, IV. kerület, Megyeri út 13.)

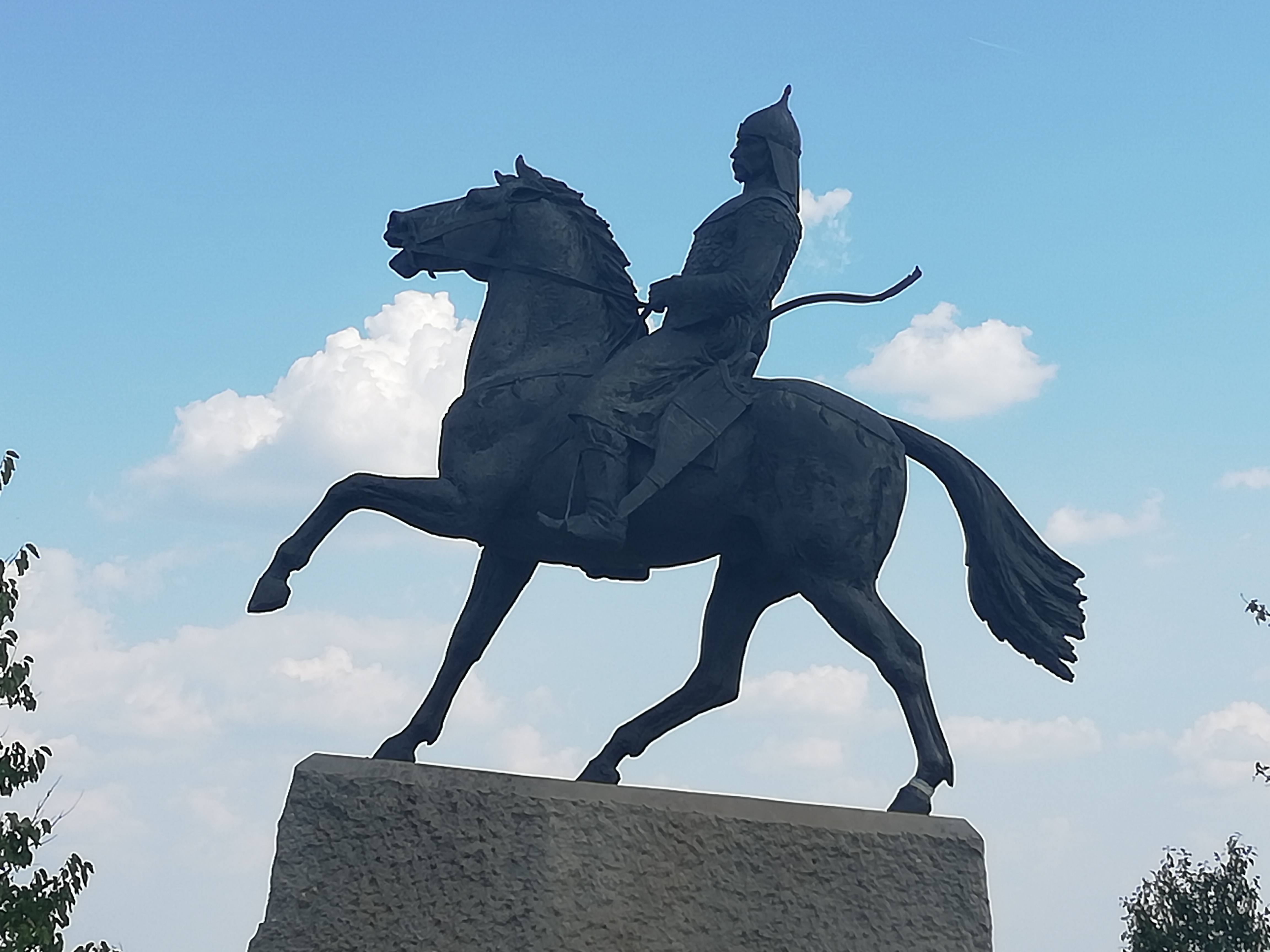
Árpád fejedelmet ábrázoló lovasszobra Pomázon

- 1995: Tárgyi Különdíj, Budapest, Magyar Mezőgazdasági Múzeum

## Válogatott csoportos kiállítások
- 1995 • Művészet a mezőgazdaságban, Magyar Mezőgazdasági Múzeum, Budapest • 42. Vásárhelyi Őszi Tárlat, Tornyai János Múzeum, Hódmezővásárhely
- 1996 • az Altamira Egyesület kiállítása, Magyar Természettudományi Múzeum, Budapest • In memoriam Somogyi József. Mester és tanítványai kiállítása, Hadtörténeti Múzeum, Budapest